# 陕西瓦韦
陕西瓦韦（学名：Lepisorus shensiensis），为水龙骨科瓦韦属下的一个植物种。